# Niederbipp
Niederbipp – gmina (niem. Einwohnergemeinde) w Szwajcarii, w kantonie Berno, w regionie administracyjnym Emmental-Oberaargau, w okręgu Oberaargau. 1 stycznia 2020 do gminy przyłączono gminę Wolfisberg.

## Demografia
W Niederbippie mieszka 5 097 osób. W 2020 roku 25,3% populacji gminy stanowiły osoby urodzone poza Szwajcarią.

## Transport
Przez teren gminy przebiega autostrada A1 oraz drogi główne nr 5, nr 12 i nr 244.